# ATI-Radeon-HD-5000-Serie

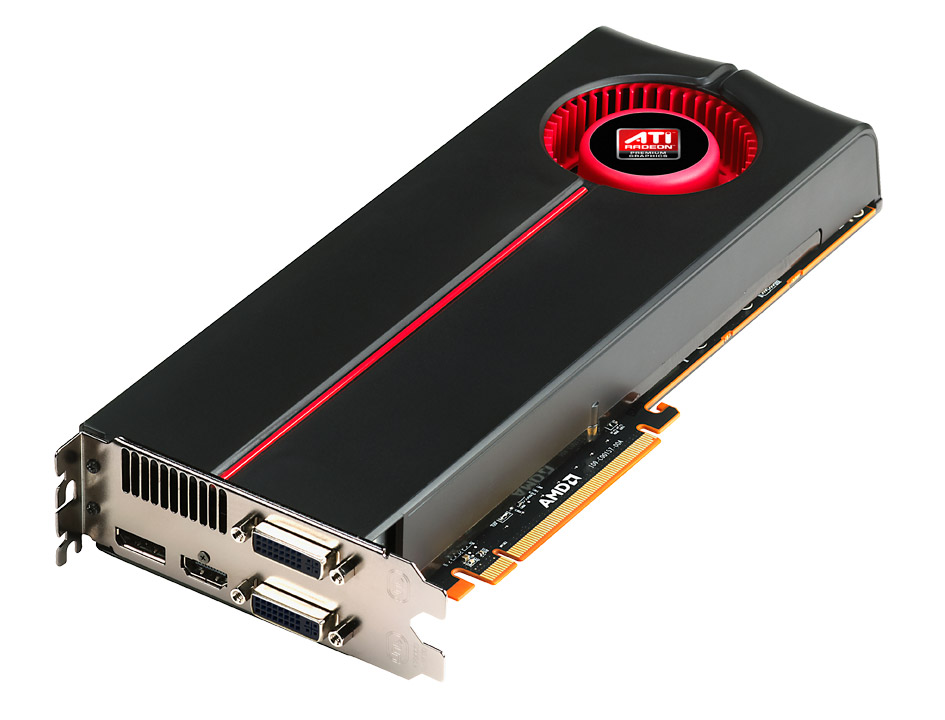
ATI Radeon HD 5870

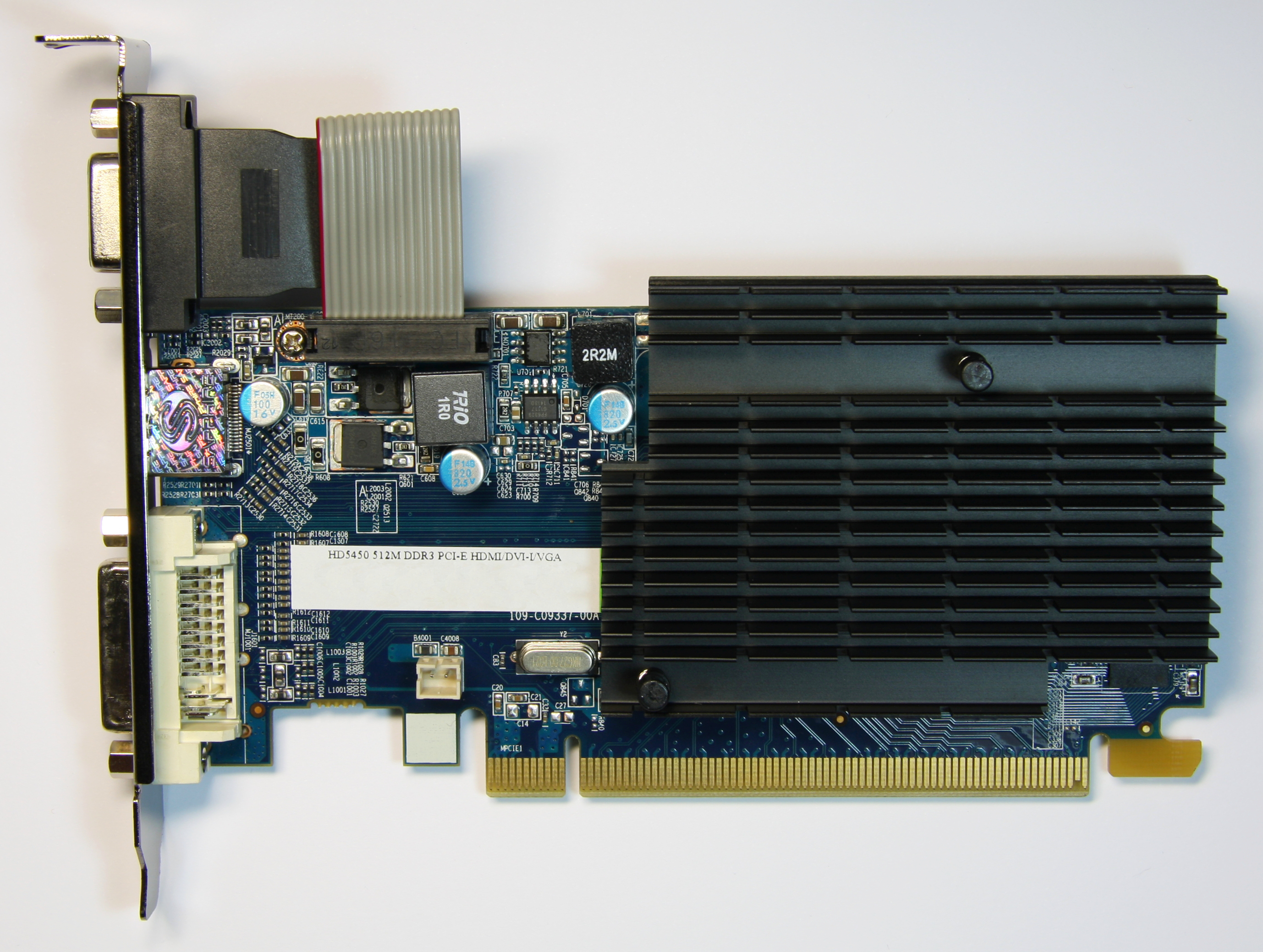
Eine Radeon HD 5450 von Sapphire Technology

Die Radeon-HD-5000-Serie ist eine Serie von Desktop-Grafikchips der Firma AMD, die im Herbst 2009 als Nachfolger für die Radeon-HD-4000-Serie eingeführt wurde. Alle Grafikprozessoren dieser Serie unterstützen das Shader-Model 5.0 nach DirectX 11 und OpenGL 4.4 sowie auch OpenCL 1.2 in der aktuellen Version. AMD vermarktet die Fähigkeit der Grafikkarten für Aufgaben abseits der Grafikberechnung unter dem Begriff „ATI Stream“. Der Nachfolger der Radeon-HD-5000-Serie ist die Radeon-HD-6000-Serie.
Für die Radeon-HD-5000-Serie verwendet AMD auch den Codenamen „Evergreen“. Die mobilen Grafiklösungen werden als ATI-Mobility-Radeon-HD-5000-Serie vermarktet.

## Geschichte
Erste lauffähige Modelle der Evergreen-Serie präsentierte AMD im Juli 2009 auf der Computex in Taipeh. Am 10. September 2009 stellte AMD die Radeon-HD-5000-Serie der Fachpresse vor. Die offizielle Vorstellung der Radeon HD 5850 und HD 5870 fand am 23. September 2009 statt, wobei jedoch nur Test-Exemplare der HD 5870 vom Hersteller geliefert wurden. Test-Exemplare der HD 5850 wurden später geliefert, so dass diese erst zum 30. September 2009 getestet werden konnten.
Der Cypress-Kern, welcher in der Fachpresse teilweise noch als RV870 bezeichnet wurde, verwendete die „Terascale 2 Architektur“ und war mit ca. 2,1 Mrd. Transistoren zum Zeitpunkt seiner Vorstellung die bis dahin komplexeste GPU auf dem Markt. Der Cypress-Kern wird im 40-nm-Fertigungsprozess hergestellt und erreicht damit eine Die-Fläche von 334 mm². Er unterteilt sich in mehrere Shader-Cluster, wobei jedes Cluster aus 16 5D-Shadereinheiten und 4 Textureinheiten besteht. Er übernimmt somit die Aufteilung der RV770- und RV790-GPUs, allerdings erhöht sich die Anzahl der Shadercluster von 10 auf 20. Im Vergleich zur Vorgängergeneration hat sich somit auf dem Cypress-Kern die Anzahl der Streamprozessoren von 800 auf 1600 verdoppelt. Unabhängig von den Shader-Clustern hat sich auch die Anzahl der Raster Operation Processors (ROP) verdoppelt. Da allerdings weiterhin ein 256-Bit-Speicherinterface verwendet wird, sind nun pro Speichercontroller zwei ROP-Cluster vorhanden, die von einem 128-KB-L2-Cache umgeben sind.
Die Radeon HD 5870 wies bei ihrer Präsentation in etwa die Performance der Dual-Grafikkarte Radeon HD 4870 X2 auf. Neben der Performance erhielt AMD in der Fachpresse Lob für den verbesserten Energiesparmechanismus, nachdem dieser auf der Vorgängergeneration bei der Verwendung von GDDR5-Speicher nur begrenzt effektiv arbeitete. Auf der Radeon HD 5850 wurden zwei Shadercluster deaktiviert und auch die Taktraten reduziert. Obwohl beide Karten zur offiziellen Präsentation am 23. September bereits gelistet waren, war zunächst keine lieferbar, weshalb es sich dabei um einen sogenannten Paperlaunch handelte. Die Verfügbarkeit der Karten besserte sich zunächst auch nicht, wobei hierfür, neben einer hohen Nachfrage, begünstigt durch fehlende Konkurrenzprodukte von Nvidia, primär technische Schwierigkeiten mit dem 40-nm-Fertigungsprozess beim Auftragsfertiger TSMC ursächlich waren. Erst als TSMC Anfang 2010 nach eigenen Angaben diese beheben konnte, wurde eine flächendeckende Verfügbarkeit der Radeon HD 5850 und HD 5870 erreicht.
Am 13. Oktober 2009 präsentierte AMD schließlich die Radeon HD 5750 und HD 5770, welche auf dem Juniper-Chip basieren. Bei diesem handelt es sich weitgehend um eine halbierte Version der Cypress-GPU, welche mit 1,04 Mrd. Transistoren eine Die-Größe von 166 mm² aufweist. Im Gegensatz zur Radeon HD 5870 und HD 5850 waren die HD 5770 und HD 5750 zur Präsentation bereits flächendeckend auf dem Markt vorhanden, wobei bei letzteren AMD die Testsamples erneut nicht rechtzeitig an die Fachpresse liefern konnte. Leistungsmäßig ersetzte AMD mit der Karte die in etwa gleich schnellen Vorgängermodelle Radeon HD 4850 und HD 4870.
Am 18. November 2009 präsentierte AMD die Dual-GPU-Grafikkarte Radeon HD 5970. Es werden dabei zwei Cypress-GPUs mit einem PCIe-Switch auf der Karte verbaut. Grafikkarten mit zwei Cypress-GPUs werden von AMD auch unter dem Codenamen „Hemlock“ geführt. Um die offiziellen PCIe-Spezifikationen einhalten zu können und eine Leistungsaufnahme von unter 300 Watt aufzuweisen, reduziert AMD die Taktraten auf das Niveau der Radeon HD 5850. Auf die Deaktivierung von Shaderclustern konnte verzichtet werden. Bei der Vorstellung der Radeon HD 5970 wies diese eine deutlich höhere Performance auf als die bis dahin schnellste Grafikkarte auf dem Markt, die Geforce GTX 295. Entgegen einigen Erwartungen hatte AMD keine Verbesserungen im Bereich der Mikroruckler vorgenommen. Eine Besonderheit der Radeon HD 5970 ist ihre Länge von 30,5 cm, womit sie nicht in alle Midi-Tower einbaubar ist.
Am 14. Januar 2010 stellte AMD die Radeon HD 5670 vor, mit welcher die Radeon-HD-5000-Serie auf den Mainstream-Sektor erweitert wurde. Dabei basiert die Radeon HD 5670 auf dem Redwood-Grafikprozessor, wobei es sich im weitesten Sinne um einen halbierten Juniper-Chip handelt. Da auch die Anzahl der Rastereinheiten halbiert wurde, aber weiterhin ein 128 Bit Speicherinterface verwendet wird, ist nun wieder pro Speichercontroller nur eine ROP-Partition vorhanden. Leistungsmäßig platzierte AMD die Radeon HD 5670 zwischen den Nvidia-Konkurrenten Geforce GT 240 und Geforce 9800 GT.
Am 4. Februar 2010 veröffentlichte AMD mit der Radeon HD 5450 die erste Low-End-Grafikkarte der HD-5000-Serie. Die HD 5450 ist nach dem Referenzdesign von AMD eine passiv gekühlte Karte im Ultra Low-Profile-Format, welche sich z. B. für Home Theater PCs eignet. Die Grafikkarte verwendet den Cedar-Grafikprozessor. Bei diesem weicht der Aufbau der Shadercluster etwas ab, es werden nur jeweils 8 Shadereinheiten mit 4 Textureinheiten gekoppelt, so dass Cedar aus 2 Clustern mit insgesamt 16 Shader-, aber dafür 8 Textureinheiten besteht.
Am 9. Februar 2010 folgte die HD 5570, die auf dem gleichen Chip wie die HD 5670 basiert, jedoch niedriger getaktet und mit langsamerem Speicher ausgestattet ist. Die am gleichen Tag vorgestellte Radeon HD 5550 basiert auf einer teildeaktivierten Redwood-GPU, hatte aber aufgrund der geringen Unterstützung der Boardpartner keine Marktrelevanz. Wenig später, am 25. Februar, komplettierte vorerst die Radeon HD 5830 die Produktfamilie. Dabei ist das Modell preislich zwischen der Radeon HD 5770 und HD 5850 platziert. Die Grafikkarte verwendet den größeren RV870-Chipsatz, der jedoch stark eingeschränkt wurde, sodass nun nur noch 1120 Stream-Prozessoren 56 TMUs sowie 16 ROPs der Radeon HD 5830 zur Verfügung stehen. Dafür wurden gegenüber der Radeon HD 5850 die Taktraten leicht angehoben, was jedoch in einer leicht erhöhten Leistungsaufnahme resultiert.

## Technik

### Architektur
AMD verwendete für die Radeon-HD-5000-Serie erstmals seine „Terascale 2 Architektur“, bei der es sich um eine Weiterentwicklung der Unified-Shader-Architektur der R600-GPU handelt. Aufgrund der Auslegung für DirectX 11 mussten verschiedene Änderungen vorgenommen werden, u. a. die Unterstützung des Shader-Model 5.0. Dieses enthält die Verwendung der neuen Compute-, Hull- und Domain-Shader, machte die Verbesserung der Texturkomprimierung notwendig (z. B. 6:1-Komprimierung bei 16-Bit-HDR-Texturen) und verlangt von den Textureinheiten die maximale Texturauflösung von 16k×16k (vorher 8k×8k). Der Compute-Shader dient der Unterstützung von Direct Compute, also der Berechnung nicht grafischer Daten auf der GPU (GPU-Computing). Direct Compute steht dabei in Konkurrenz zu OpenCL. Die Architektur wurde auch für GPU-Computing optimiert und unterstützt den IEEE-754-2008-Standard, weshalb die GPU Fused Multiply Add (FMA) durchführen kann. Neben Optimierungen an den Caches wurden noch weitere Befehle, wie etwa Sum of Absolute Differences (SAD) sowie für Direct Compute wichtige Befehle wie Bit count, insert, extract, implementiert. Bereits seit dem R600-Grafikprozessor verbaut ATI sogenannte Tessellator-Einheiten, welche mit der DirectX-11-Unterstützung grundsätzlich notwendig werden. Mit ihnen ist es möglich, durch relativ geringem Rechenaufwand die Anzahl der Polygone in einem Objekt zu erhöhen. Neu ist dabei die Verknüpfung mit den Hull- und Domain-Shadern, während auf der Vorgängergeneration der Tessellator weitgehend nur mit dem Geometrie-Shader agierte. Unabhängig von der DirectX-11-Implementierung präsentiert AMD unter dem Namen „ATI Eyefinity“ die Möglichkeit, mehr als zwei Bildschirme nativ anzusteuern.
Die „Terascale 2 Architektur“ verwendet ein neues Speichermanagement, welches nun EDC (Error Detecting Code) beherrscht, wobei die Fehler durch zyklische Redundanzprüfung (CRC) erkannt werden. Dies wird primär im Bereich von GPU-Computing-Aufgaben relevant, welche bei AMD unter dem Begriff „ATI Stream“ behandelt wird. Durch sogenanntes „Link Retraining“ ist es zudem möglich, Takt und Spannung des Speichers schnell und zuverlässig zu verändern, weswegen der GDDR5-Speicher im Gegensatz zur Vorgängerserie auch im Leerlauf automatisch tief herunter getaktet wird.

### Grafikprozessoren
| Grafik- chip    | Archi- tektur | Fertigung | Fertigung      | Fertigung   | Einheiten | Einheiten           | Einheiten         | Einheiten       | Einheiten       | Einheiten       | API-Support | API-Support                                | API-Support                                          | Video- pro- zessor | Bus- Schnitt- stelle |
| Grafik- chip    | Archi- tektur | Pro- zess | Transi- storen | Die- Fläche | ROPs      | Unified-Shader      | Unified-Shader    | Unified-Shader  | Textureinheiten | Textureinheiten | DirectX     | OpenGL                                     | OpenCL                                               | Video- pro- zessor | Bus- Schnitt- stelle |
| Grafik- chip    | Archi- tektur | Pro- zess | Transi- storen | Die- Fläche | ROPs      | Stream- prozessoren | Shader- Einheiten | Shader- Cluster | TAUs            | TMUs            | DirectX     | OpenGL                                     | OpenCL                                               | Video- pro- zessor | Bus- Schnitt- stelle |
| --------------- | ------------- | --------- | -------------- | ----------- | --------- | ------------------- | ----------------- | --------------- | --------------- | --------------- | ----------- | ------------------------------------------ | ---------------------------------------------------- | ------------------ | -------------------- |
| Cedar (RV810)   | Terascale 2   | 40 nm     | 0292 Mio.      | 063 mm²     | 04        | 080                 | 016× 5D-VLIW      | 02              | 08              | 08              | 11.0        | 4.4 (Linux Mesa 18+: 4.4+, Mesa 19+, 4.5+) | 1.2 (Linux Mesa: 1.1 nahezu komplett, 1.2 in Arbeit) | UVD 2.2            | PCIe 2.0             |
| Redwood (RV830) | Terascale 2   | 40 nm     | 0627 Mio.      | 104 mm²     | 08        | 0400                | 080× 5D-VLIW      | 05              | 20              | 20              | 11.0        | 4.4 (Linux Mesa 18+: 4.4+, Mesa 19+, 4.5+) | 1.2 (Linux Mesa: 1.1 nahezu komplett, 1.2 in Arbeit) | UVD 2.2            | PCIe 2.0             |
| Juniper (RV840) | Terascale 2   | 40 nm     | 1040 Mio.      | 166 mm²     | 16        | 0800                | 160× 5D-VLIW      | 10              | 40              | 40              | 11.0        | 4.4 (Linux Mesa 18+: 4.4+, Mesa 19+, 4.5+) | 1.2 (Linux Mesa: 1.1 nahezu komplett, 1.2 in Arbeit) | UVD 2.2            | PCIe 2.0             |
| Cypress (RV870) | Terascale 2   | 40 nm     | 2154 Mio.      | 334 mm²     | 32        | 1600                | 320× 5D-VLIW      | 20              | 80              | 80              | 11.0        | 4.4 (Linux Mesa 18+: 4.4+, Mesa 19+, 4.5+) | 1.2 (Linux Mesa: 1.1 nahezu komplett, 1.2 in Arbeit) | UVD 2.2            | PCIe 2.0             |

## Namensgebung
Bei der Evergreen-Serie kommt das gleiche Bezeichnungssystem wie bereits seit der Radeon-HD-3000-Serie zum Einsatz. Alle Grafikkarten werden mit „ATI Radeon HD“ und einer zusätzlichen vierstelligen Nummer bezeichnet, die generell mit einer „5“ (für die Serie) beginnt. Die zweite und dritte Ziffer dienen der Unterteilung in verschiedene Modelle.
Aufteilung
- HD 5450 und 5550: Low-End
- HD 5570 und 5670: Mainstream
- HD 57xx und 5830: Performance
- HD 5850/70 und 5970: High-End

Aufgrund des allgemeinen Preisverfalls am Markt sowie Währungsschwankungen treffen die ursprünglichen Klassifizierungen von ATI nicht grundsätzlich zu.

## Modelldaten

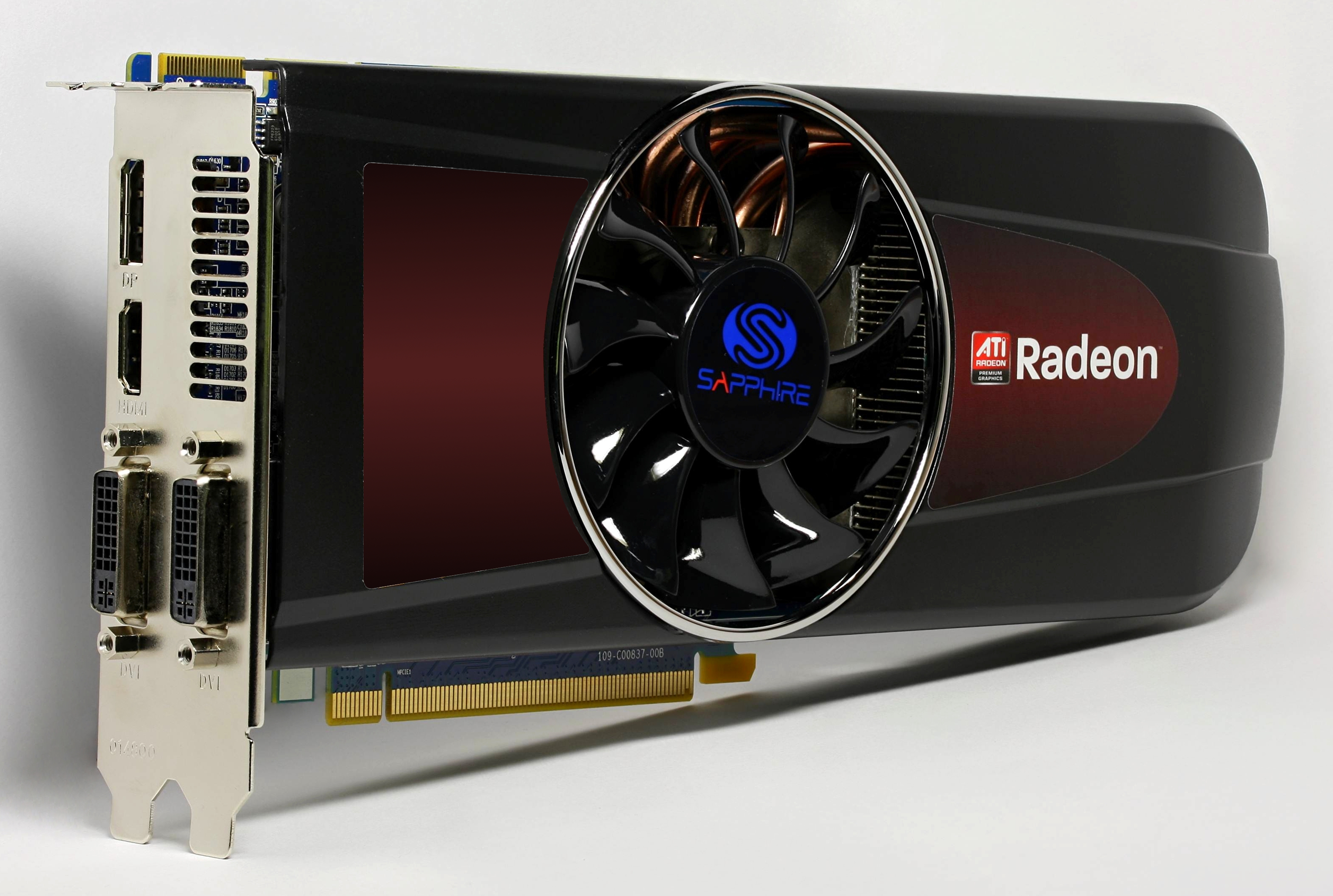
Eine Radeon HD 5870 von Sapphire Technology

| Modell         | Offizieller Launch | Grafikprozessor (GPU) | Grafikprozessor (GPU) | Grafikprozessor (GPU) | Grafikprozessor (GPU) | Grafikprozessor (GPU) | Grafikprozessor (GPU) | Grafikspeicher | Grafikspeicher         | Grafikspeicher | Grafikspeicher      |
| Modell         | Offizieller Launch | Typ                   | Aktive Einheiten      | Aktive Einheiten      | Aktive Einheiten      | Aktive Einheiten      | Takt (MHz)            | Größe (MB)     | Takt (MHz)             | Typ            | Speicher- interface |
| Modell         | Offizieller Launch | Typ                   | ROPs                  | Shader- Cluster       | Stream- prozessoren   | Textur- einheiten     | Takt (MHz)            | Größe (MB)     | Takt (MHz)             | Typ            | Speicher- interface |
| -------------- | ------------------ | --------------------- | --------------------- | --------------------- | --------------------- | --------------------- | --------------------- | -------------- | ---------------------- | -------------- | ------------------- |
| Radeon HD 5450 | 4. Feb. 2010       | Cedar                 | 04                    | 02                    | 080                   | 08                    | 650                   | 0512 1024      | 0500                   | DDR2           | 064 Bit             |
| Radeon HD 5450 | 4. Feb. 2010       | Cedar                 | 04                    | 02                    | 080                   | 08                    | 650                   | 0512 1024      | 0800                   | DDR3           | 064 Bit             |
| Radeon HD 5550 | 9. Feb. 2010       | Redwood               | 08                    | 04                    | 0320                  | 16                    | 550                   | 0512           | 0400                   | DDR2           | 128 Bit             |
| Radeon HD 5550 | 9. Feb. 2010       | Redwood               | 08                    | 04                    | 0320                  | 16                    | 550                   | 0512           | 0667...800 0800 (1600) | DDR3 GDDR5     | 128 Bit             |
| Radeon HD 5570 | 9. Feb. 2010       | Redwood               | 08                    | 05                    | 0400                  | 20                    | 650                   | 0512           | 0900 0900 (1800)       | DDR3 GDDR5     | 128 Bit             |
| Radeon HD 5670 | 14. Jan. 2010      | Redwood               | 08                    | 05                    | 0400                  | 20                    | 775                   | 0512           | 2000 (1000)            | GDDR5          | 128 Bit             |
| Radeon HD 5750 | 13. Okt. 2009      | Juniper               | 16                    | 09                    | 0720                  | 36                    | 700                   | 0512 1024      | 2300 (1150)            | GDDR5          | 128 Bit             |
| Radeon HD 5770 | 13. Okt. 2009      | Juniper               | 16                    | 10                    | 0800                  | 40                    | 850                   | 1024           | 2400 (1200)            | GDDR5          | 128 Bit             |
| Radeon HD 5830 | 25. Feb. 2010      | Cypress               | 16                    | 14                    | 1120                  | 56                    | 800                   | 1024           | 2000 (1000)            | GDDR5          | 256 Bit             |
| Radeon HD 5850 | 23. Sep. 2009      | Cypress               | 32                    | 18                    | 1440                  | 72                    | 725                   | 1024           | 2000 (1000)            | GDDR5          | 256 Bit             |
| Radeon HD 5870 | 23. Sep. 2009      | Cypress               | 32                    | 20                    | 1600                  | 80                    | 850                   | 1024 2048      | 2400 (1200)            | GDDR5          | 256 Bit             |
| Radeon HD 5970 | 18. Nov. 2009      | 2× Cypress (Hemlock)  | 2× 32                 | 2× 20                 | 2× 1600               | 2× 80                 | 725                   | 2× 1024        | 2000 (1000)            | GDDR5          | 2× 256 Bit          |

### Leistungsdaten
Für die jeweiligen Modelle ergeben sich folgende theoretische Leistungsdaten:
| Modell         | Gesamt-Rechenleistung der Streamprozessoren in GFlops | Gesamt-Rechenleistung der Streamprozessoren in GFlops | Grafikprozessor (GPU)                 | Grafikprozessor (GPU) | Grafikprozessor (GPU) | Grafikspeicher                  |
| Modell         | Gesamt-Rechenleistung der Streamprozessoren in GFlops | Gesamt-Rechenleistung der Streamprozessoren in GFlops | Polygon- Durchsatz in Mio. Dreiecke/s | Füllrate              | Füllrate              | Datenüber- tragungsrate in GB/s |
| Modell         | SP (MAD)                                              | DP (FMA)                                              | Polygon- Durchsatz in Mio. Dreiecke/s | Pixel in GP/s         | Texel in GT/s         | Datenüber- tragungsrate in GB/s |
| -------------- | ----------------------------------------------------- | ----------------------------------------------------- | ------------------------------------- | --------------------- | --------------------- | ------------------------------- |
| Radeon HD 5450 | 0104                                                  | k. A.                                                 | 650                                   | 02,6                  | 05,2                  | 08,0                            |
| Radeon HD 5450 | 0104                                                  | k. A.                                                 | 650                                   | 02,6                  | 05,2                  | 012,8                           |
| Radeon HD 5550 | 0352                                                  | k. A.                                                 | 550                                   | 04,4                  | 08,8                  | 012,8                           |
| Radeon HD 5550 | 0352                                                  | k. A.                                                 | 550                                   | 04,4                  | 08,8                  | 021,3...25,6                    |
| Radeon HD 5570 | 0520                                                  | k. A.                                                 | 650                                   | 05,2                  | 13,0                  | 028,8                           |
| Radeon HD 5670 | 0620                                                  | k. A.                                                 | 775                                   | 06,2                  | 15,5                  | 064                             |
| Radeon HD 5750 | 1008                                                  | k. A.                                                 | 700                                   | 11,2                  | 25,2                  | 073,6                           |
| Radeon HD 5770 | 1360                                                  | k. A.                                                 | 850                                   | 13,6                  | 34,0                  | 076,8                           |
| Radeon HD 5830 | 1792                                                  | 358,4                                                 | 800                                   | 12,8                  | 44,8                  | 128                             |
| Radeon HD 5850 | 2088                                                  | 417,6                                                 | 725                                   | 23,2                  | 52,2                  | 128                             |
| Radeon HD 5870 | 2720                                                  | 544                                                   | 850                                   | 27,2                  | 68,0                  | 153,6                           |
| Radeon HD 5970 | 2× 2320                                               | 2× 464                                                | 2× 725                                | 2× 23,2               | 2× 58,0               | 2× 128                          |

Anmerkungen
- Die angegebenen Leistungswerte für die Rechenleistung über die Streamprozessoren, die Pixelfüllrate, die Texelfüllrate und die Speicherbandbreite sind theoretische Maximalwerte. Die Gesamtleistung einer Grafikkarte hängt unter anderem davon ab, wie gut die vorhandenen Ressourcen ausgenutzt bzw. ausgelastet werden können. Außerdem gibt es noch andere, hier nicht aufgeführte Faktoren, die die Leistungsfähigkeit beeinflussen.
- Die Rechenleistung über die Streamprozessoren ist nicht direkt mit der Leistung der Nvidia-Geforce-Serie vergleichbar, da diese auf einer anderen Architektur aufbaut, welche anders skaliert.

### Leistungsaufnahmedaten
Die in der Tabelle aufgeführten Messwerte beziehen sich auf die reine Leistungsaufnahme von Grafikkarten, die dem ATI-Referenzdesign entsprechen. Um diese Werte zu messen, bedarf es einer speziellen Messvorrichtung; je nach eingesetzter Messtechnik und gegebenen Messbedingungen, inklusive des genutzten Programms, mit dem die 3D-Last erzeugt wird, können die Werte zwischen unterschiedlichen Apparaturen schwanken. Daher sind hier Messwertbereiche angegeben, die jeweils die niedrigsten und höchsten gemessenen Werte aus verschiedenen Quellen darstellen.
| Modell         | Typ                  | Verbrauch (Watt) | Verbrauch (Watt) | Verbrauch (Watt) | zusätzliche Strom- stecker |
| Modell         | Typ                  | TDP              | Messwerte        | Messwerte        | zusätzliche Strom- stecker |
| Modell         | Typ                  | TDP              | Idle             | 3D-Last          | zusätzliche Strom- stecker |
| -------------- | -------------------- | ---------------- | ---------------- | ---------------- | -------------------------- |
| Radeon HD 5450 | Cedar                | 019              | 07...08          | 015...016        | keine                      |
| Radeon HD 5550 | Redwood              | 040              |                  |                  | keine                      |
| Radeon HD 5570 | Redwood              | 043              | 09...12          | 037...042        | keine                      |
| Radeon HD 5670 | Redwood              | 061              | 12...14          | 060...062        | keine                      |
| Radeon HD 5750 | Juniper              | 086              | 15...17          | 077...079        | 1× 6-Pin                   |
| Radeon HD 5770 | Juniper              | 108              | 18...22          | 102...106        | 1× 6-Pin                   |
| Radeon HD 5830 | Cypress              | 175              | 20...25          | 120...159        | 2× 6-Pin                   |
| Radeon HD 5850 | Cypress              | 170              | 18...19          | 149...150        | 2× 6-Pin                   |
| Radeon HD 5870 | Cypress              | 188              | 19...21          | 186...214        | 2× 6-Pin                   |
| Radeon HD 5970 | 2× Cypress (Hemlock) | 294              | 43...45          | 291...337        | 1× 6-Pin 1× 8-Pin          |

Weitaus üblicher als die Messung des Verbrauchs an der Grafikkarte ist die Bestimmung der Leistungsaufnahme eines Gesamtsystems. Dazu wird ein Referenzsystem zusammengestellt, in dem die verschiedenen Grafikkarten eingebaut werden; daraufhin findet die Messung mithilfe eines Energiekostenmessgerätes oder einer vergleichbaren Apparatur direkt an der Steckdose statt. Allerdings ist die Aussagekraft der Messwerte begrenzt: Es ist nicht klar, welcher Verbrauch von der Grafikkarte stammt und was dem restlichen PC-System zuzuschreiben ist. Der Unterschied im Verbrauch zwischen Idle- und 3D-Lastbetrieb ist bei dieser Messmethode nicht nur davon abhängig, mit welchem Programm die Last erzeugt wurde; die Auslastung und Effizienz des restlichen PC-Systems inklusive Netzteil, Mainboard und Prozessor beeinflussen die gemessene Differenz ebenfalls. Da sich die getesteten Systeme in der Regel von dem eigenen PC-System zuhause unterscheiden, lassen sich die dort angegebenen Werte nicht auf das eigene System abbilden. Nur Messdaten von sonst identischen Systemen taugen (bedingt) für den Vergleich untereinander. Wegen dieser Abhängigkeit sind Gesamtsystem-Messwerte in der hiesigen Tabelle nicht aufgeführt. Da sie aber ein besseres Bild von der praktischen Leistungsaufnahme eines konkreten Systems mit einer bestimmten Grafikkarte vermitteln können, werden unter den Weblinks Webseiten aufgelistet, die solche Messungen vornahmen.

### Messungen der Leistungsaufnahme
- Messungen des Gesamtsystems bei ComputerBase